# SN 2009dq
SN 2009dq – supernowa typu IIb odkryta 24 kwietnia 2009 roku w galaktyce IC2554. W momencie odkrycia miała maksymalną jasność 15,20m.